# بيت فروم
بيت فروم (بالإنجليزية: Pete Fromm)‏ (29 سبتمبر 1958، ميلواكي في الولايات المتحدة)؛ روائي أمريكي.